# Видиковачки венац (Београд)
| ВИДИКОВАЧКИ ВЕНАЦ                    | ВИДИКОВАЧКИ ВЕНАЦ |
| ------------------------------------ | ----------------- |
|                                      |                   |
| Општина                              | Раковица          |
| Почетак                              | 13. октобра       |
| Дужина                               | 44.7394467 m      |
| Ширина                               | 20.4222811 m      |
|                                      |                   |
|                                      |                   |
| Црква Преображења Господњег, бр. 23а |                   |

Улица Видиковачки венац се налази у Београду, главном граду Србије, у градској општини Раковица.
Ова улица је главна артерија Видиковачког округа.

## Опис улице
Видиковачки венац је улица састављена од неколико концентричних кругова. У својим разноврсним меандрима сусреће се са Ибарском магистралом, „Ибарским друмом“, који чини најзначајнији комуникациони правац од Београда ка западу и југозападу Србије, као и са Пилота улицама Михаила Петровића, Патријарха Јоаникија, Суседградском, Боже Јеремића и Сретена Младеновића Мике.
Црква Преображења Господњег, која се налази на броју 23а, подигнута је 2004. годинe.
Дјечији вртић Душко Радовић се налази на броју 73а, а ОШ Бранко Ћопић на броју 73.
Компанија БОНУМ инжењеринг, која дистрибуира бренд Моторола у Србији, има седиште у улици 104д.
Велики баштенски центар Гарден центар Београд налази се у улици број 102а. Пијаца Видиковац (Пијаца Видиковац) налази се на броју 92. На истој адреси се налази и Мини Маки супермаркет.

## Саобраћај
Видиковачки венац саобраћа више аутобуских линија предузећа ГСП Београд и то линије 
- 23 (Карабурма 2 – Видиковац)[7],
- 53 (Зелени венац – Видиковац)[8],
- 59 (Славија – Петлово брдо)[9],
- 89 (Видиковац – Чукаричка падина – Нови Београд Блок 61)[10] и
- 534 (Церак виногради – Рипањ)[11].